# Julián Revenga
Julián Revenga Sánchez (Madrid, 31 de marzo de 1947) es un político español.

## Biografía
Licenciado en Derecho, trabajó en la planta de Miranda de Ebro, de RENFE, como Jefe de producción de material ferroviario. Tras la victoria electoral del PSOE en las elecciones generales de 1982, es nombrado Director de Gabinete de Enrique Barón, a la sazón Ministro de Transporte, Turismo y Comunicaciones, cargo que ejerce hasta el  5 de julio de 1985. Es entonces nombrado Gerente del Consorcio Regional de Transportes de Madrid, hasta 1991.
En junio de ese año, Joaquín Leguina, Presidente de la Comunidad de Madrid lo designa Consejero de Transportes del que sería su último Gobierno. Se mantiene en el cargo hasta 1995. Tras su salida del ejecutivo regional, ejerció el cargo de director general de Comercial de Ferrocarril S.A. (COMFERSA), entidad filial de RENFE, cargo que ejerce hasta 2010.
| Predecesor: Eduardo Mangada (Política Territorial, Obras Públicas, Transportes y Urbanismo) | Consejero de Transportes de la Comunidad de Madrid 1991-1995 | Sucesor: Luis Eduardo Cortés (Obras Públicas, Urbanismo y Transportes) |

- Datos: Q5556595